# Ivan Pilip

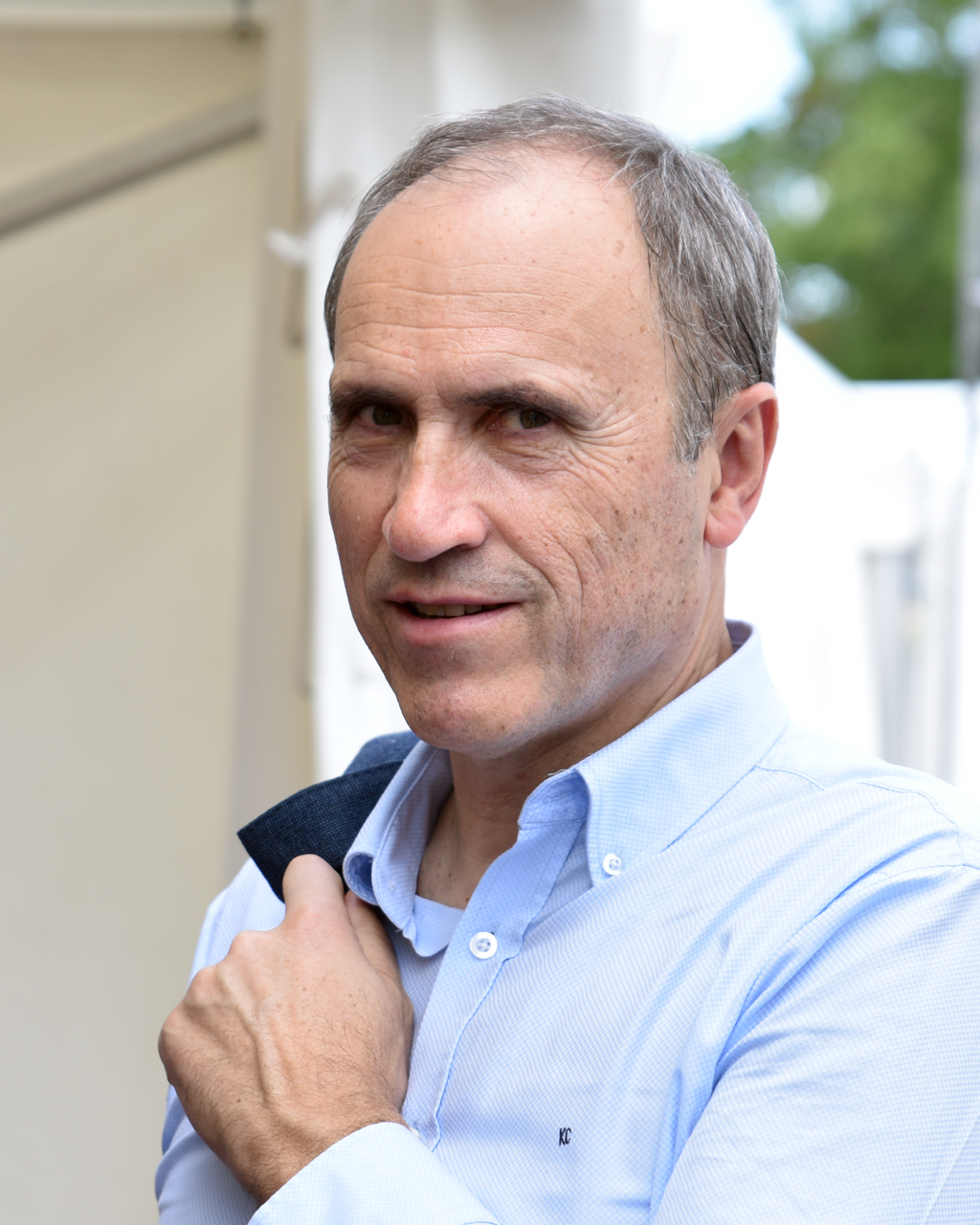
Ivan Pilip (2024)

Ivan Pilip (* 4. August 1963 in Prag) ist ein tschechischer Ökonom, Politiker und mehrmaliger Minister; von 2004 bis 2007 war er stellvertretender Präsident der Europäischen Investitionsbank.

## Politische Karriere
Pilip promovierte 1987 an der Wirtschaftsuniversität Prag und war dort als Assistent tätig. Er belegte auch ein Postgraduiertenstudium an der Fakultät für Wirtschaftswissenschaften der Universität Complutense in Madrid. Nach der Samtenen Revolution von 1989 war er kurz Mitglied des Bürgerforums Občanské fórum, 1993–1996 war er Vorsitzender der christlich-demokratischen Partei Křesťanskodemokratická strana, die sich 1996 mit der Demokratischen Bürgerpartei Občanská demokratická strana (ODS) zusammenschloss und in der Pilip 1996–1997 stellvertretender Vorsitzender war. Für die ODS wurde er auch ins Parlament der Tschechischen Republik gewählt. Ende 1997 trennte er sich mit einigen  anderen Politikern wie Jan Ruml von der ODS und gründete die demokratische Union Unie svobody – Demokratická unie (US-DEU), in der er 2001–2003 stellvertretender Vorsitzender war; für diese Partei kehrte er ab 1998 wieder ins Parlament zurück, wo er bis 2002 Abgeordneter blieb.
In der Zeit 1994 bis 1998 war Pilip Minister für Schulwesen und Jugend in der Regierung Václav Klaus I und Regierung Václav Klaus II (hier wechselte er am 2. Juni 1997 als Minister ins Finanzministerium und wurde stellvertretender Ministerpräsident) sowie Finanzminister in der Regierung Josef Tošovský. Von 2004 bis 2007 war er als stellvertretender Präsident der Europäischen Investitionsbank tätig.
Am 12. Januar 2001 wurde er, noch als Abgeordneter, zusammen mit dem Aktivisten der Studentenbewegung Jan Bubeník auf Kuba verhaftet, weil er Kontakte zu Dissidenten suchte, was ihm den Beinamen „Fidels Gefangener“ einbrachte. Für seine Freilassung setzte sich auch der damalige Vorsitzender des Senats, Petr Pithart, persönlich ein. Sie gelang am 6. Februar 2001.
Pilip war nach 2000 als führender Angestellter, Generaldirektor bzw. Aufsichtsratsmitglied verschiedener größerer Unternehmen tätig.